# 쥐호저
쥐호저 또는 긴꼬리산미치광이(Trichys fasciculata)는 호저과에 속하는 설치류의 일종이다. 쥐호저속 또는 긴꼬리산미치광이속(Trichys)의 유일종이다. 브루나이와 인도네시아 그리고 말레이시아에서 발견된다.